# Paragraciella schoutedeni
Paragraciella schoutedeni – gatunek chrząszcza z rodziny kózkowatych i podrodziny zgrzypikowych. Jedyny przedstawiciel rodzaju Paragraciella.

## Zasięg występowania
Afryka Środkowa, występuje w Demokratycznej Republice Konga.